# Esgrima na Universíada de Verão de 1991

## Quadro de medalhas
| Ordem | País                | Medalha de ouro | Medalha de prata | Medalha de bronze |   |
| ----- | ------------------- | --------------- | ---------------- | ----------------- | - |
| 1     | ITA Itália          | 3               | 4                | 2                 | 9 |
| 2     | URS União Soviética | 3               | 2                | 1                 | 9 |
| 3     | GER Alemanha        | 2               | 1                | 1                 | 4 |
| 4     | HUN Hungria         | 2               | 1                |                   | 3 |
| 5     | CHN China           |                 | 2                | 1                 | 3 |
| 6     | FRA França          |                 |                  | 3                 | 3 |
| 7     | POL Polônia         |                 |                  | 2                 | 2 |